# Servon, Manche
Servon är en kommun i departementet Manche i regionen Normandie i norra Frankrike. Kommunen ligger i kantonen Pontorson som tillhör arrondissementet Avranches. År 2022 hade Servon 257 invånare.

## Befolkningsutveckling
Antalet invånare i kommunen Servon
| Referens: INSEE |